# HMS Ark Royal (R09)
HMS Ark Royal (R09) là một tàu sân bay hạm đội thuộc lớp Audacious của Hải quân Hoàng gia Anh Quốc. Nó là chiếc tàu sân bay đầu tiên trên thế giới đi vào hoạt động với một sàn đáp chéo góc, trước chín tháng so với chiếc USS Forrestal, tàu sân bay Hoa Kỳ đầu tiên có tính năng này; và khi ngừng hoạt động vào năm 1978, nó là chiếc tàu sân bay theo cấu hình CATOBAR (cất cánh hỗ trợ với máy phóng và hạ cánh bằng dây hãm) cuối cùng của Hải quân Hoàng gia.

## Thiết kế và chế tạo
Ark Royal là tàu chị em với chiếc HMS Eagle (R05), thoạt tiên được mang tên HMS Audacious và được sử dụng làm tên của lớp tàu. Bốn chiếc thuộc lớp Audacious đã được đặt lườn, nhưng hai chiếc HMS Africa và HMS Eagle (nguyên thủy) bị hủy bỏ do chiến tranh kết thúc, và việc hoàn tất hai chiếc khác bị tạm ngưng trong nhiều năm. Cả hai chiếc còn lại đều được nâng cấp rộng rãi trong suốt quãng đời phục vụ của chúng.
Con tàu thoạt tiên được đặt tên là Irresistible, nhưng được đặt lại tên thành Ark Royal trước khi hạ thủy, nhằm nối tiếp truyền thống chiếc HMS Ark Royal (91) vốn cũng là một tàu sân bay, đã bị mất do trúng ngư lôi ngoài khơi Gibraltar vào ngày 14 tháng 11 năm 1941 với tổn thất một thành viên trong thủy thủ đoàn.
Ark Royal chỉ được hạ thủy vào năm 1950, và việc hoàn tất nó phải mất thêm năm năm nữa. Trong thời gian này, nó được tái thiết kế, và khi hoàn tất nó khác biệt đáng kể so với tàu chị em của mình. Khi được đưa vào hoạt động, nó có một sàn đáp chéo góc một phần 5,5°, hai máy phóng hơi nước có khả năng phóng máy bay nặng cho đến 30.000 pound (14.000 kg), một thang nâng bên mép mạn trái của sàn đáp (lần đầu tiên trang bị cho một tàu sân bay Anh), vũ khí được cải tiến, và một hệ thống gương hỗ trợ hạ cánh mới. Ark Royal là chiếc tàu sân bay Anh đầu tiên được cấu trúc với sàn đáp chéo góc và máy phóng hơi nước, chứ không phải được bổ sung sau khi hạ thủy. Những cải tiến này cho phép máy bay có thể cất cánh và hạ cánh đồng thời trên tàu sân bay. Sàn đáp của nó vào lúc chế tạo có kích thước 800 foot (240 m)×112 foot (34 m).

### Cải biến
Khoảng một năm sau khi Ark Royal được đưa vào hoạt động, các khẩu pháo 113 mm (4,5 inch) bên mạn trái phía trước được tháo dỡ nhằm cải thiện hoạt động không quân trên một sàn đáp chéo góc. Bốn năm sau, thang nâng bên mạn trái và các khẩu pháo 113 mm (4,5 inch) bên mạn phải phía trước cũng được tháo dỡ. Các khẩu pháo 113 mm (4,5 inch) còn lại được tháo dỡ trong một đợt tái trang bị vào năm 1964. Từ tháng 3 năm 1967 đến tháng 2 năm 1970, nó trải qua đợt tái trang bị lớn sau cùng, một phần là nhằm cho phép nó hoạt động với các kiểu máy bay F-4 Phantom II và Buccaneer Mk.2 lớn hơn. Công việc cải biến bao gồm một sàn đáp chéo góc 8,5°, các máy phóng và dây hãm mới, đảo cấu trúc thượng tầng được cải tiến và một bộ thiết bị điện tử mới, cho dù một số radar nguyên thủy được giữ lại. Nó cũng được trang bị bốn dàn phóng tên lửa Sea Cat, nhưng tên lửa chưa bao giờ được gắn, nên nó hoàn tất việc đại tu này mà không có bất kỳ vũ khí phòng thủ nào.
Vào lúc mới đưa vào hoạt động, chiếc tàu sân bay mang theo đến 50 máy bay, bao gồm Sea Hawk, Sea Venom, Gannet, Skyraider và nhiều máy bay trực thăng. Vì máy bay ngày càng lớn và phức tạp, liên đội không quân phối thuộc cho nó chỉ còn dưới 40 chiếc khi nó ngừng hoạt động vào năm 1978.

## Lịch sử hoạt động

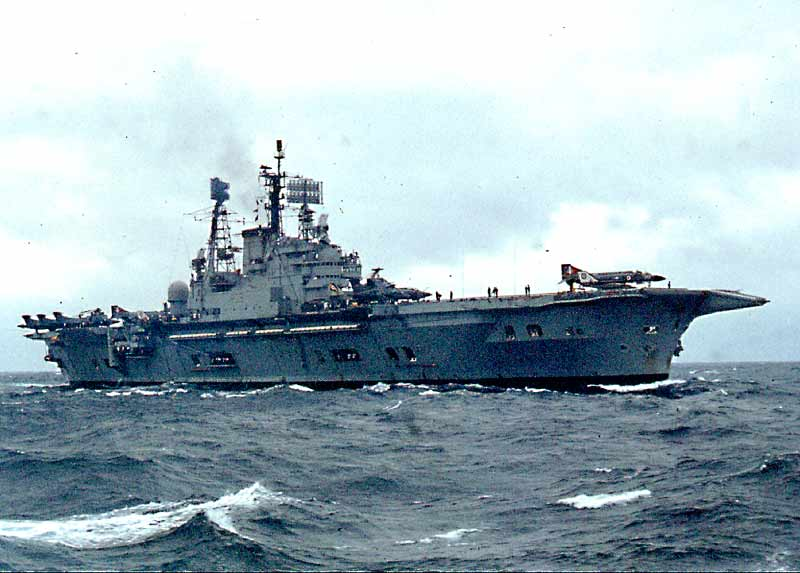
HMS Ark Royal với máy bay Phantom FG.1 và Buccaneer S.2 trên sàn tàu, năm 1976.

Ark Royal tham gia nhiều cuộc tập trận trong thành phần hạm đội Anh và các hải đội khối NATO, nhưng chưa từng hoạt động chiến đấu. Nó đã không nó mặt trong vụ Khủng hoảng kênh đào Suez năm 1956, khoảng một năm sau khi đưa vào hoạt động, do đang trải qua đợt chạy thử máy sau khi được tái trang bị. Năm 1963, nó tiến hành các thử nghiệm của một kiểu máy bay mới có thể cất cánh đường băng ngắn và hạ cánh thẳng đứng (VSTOL: vertical/short take off and landing), chiếc Hawker P.1127, mà sau này được phát triển thành chiếc Hawker Siddeley Harrier.
Nó liên quan đến một vụ tai tiếng vào ngày 9 tháng 11 năm 1970, khi va chạm với một tàu khu trục lớp Kotlin của Hải quân Xô Viết, khi chiếc này theo dõi Ark Royal (điều thường xảy ra trong Chiến tranh Lạnh), lúc đang ở tại Địa Trung Hải tham gia một cuộc tập trận của NATO. Ark Royal chỉ bị hư hại sơ qua, trong khi chiếc tàu khu trục Xô Viết bị hư hại nhẹ và hai thành viên thủy thủ đoàn mất tích. Chỉ huy của Ark Royal, Đại tá Hải quân Ray Lygo, được miễn mọi trách nhiệm về sự cố này trước tòa án binh được tổ chức sau đó.
Đến khoảng năm 1970, Ark Royal có lực lượng không quân phối thuộc khoảng 39 chiếc, tiêu biểu bao gồm 12 máy bay tiêm kích-ném bom Phantom FG Mark 1 thuộc Phi đội 892, 14 máy bay cường kích Buccaneer S Mark 2 thuộc Phi đội 809, bốn máy bay cảnh báo sớm trên không Gannet AEW Mark 3 thuộc Phi đội 849, sáu máy bay trực thăng chống tàu ngầm Sea King HAS Mark 1 thuộc Phi đội 824, hai chiếc Wessex HAR Mark 1 và một chiếc Gannet COD Mark 4 sau này được thay thế bằng một chiếc AEW3. Những chiếc Buccaneer còn được sử dụng như những máy bay tiếp dầu, sử dụg các bầu tiếp nhiên liệu bạn bè, và như những máy bay trinh sát tầm xa với các bộ máy ảnh được gắn trong khoang chứa bom. Vào tháng 7 năm 1976, nó đại diện cho Anh Quốc nhân dịp kỷ niệm Hai trăm năm Hợp chủng quốc Hoa Kỳ tại Fort Lauderdale, Florida. Nguyên được dự định rút khỏi phục vụ vào giữa những năm 1970, nó được duy trì hoạt động nhờ những linh kiện tháo ra từ con tàu chị em HMS Eagle vốn đã được cho ngừng hoạt động.

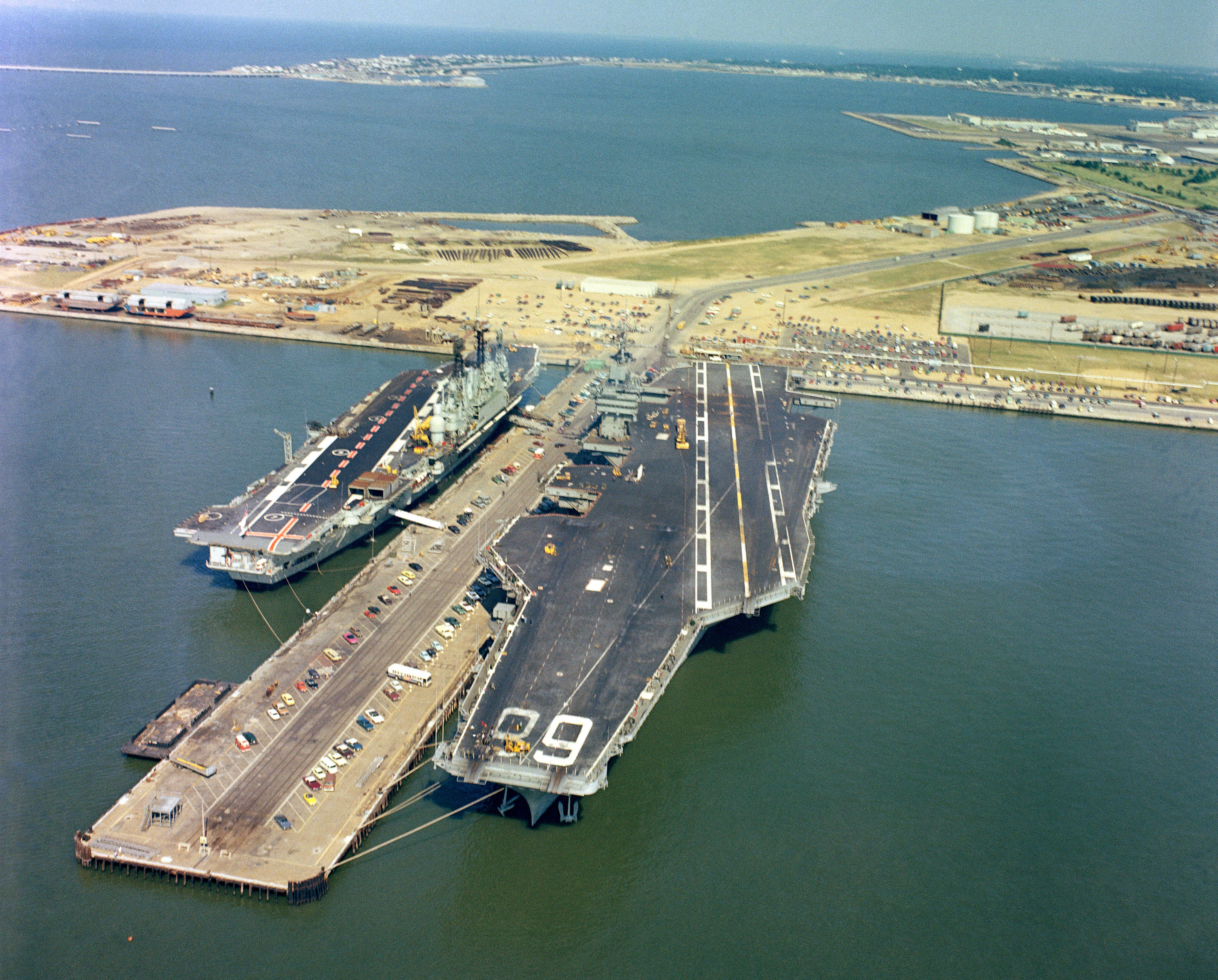
HMS Ark Royal bên cạnh tàu sân bay Hoa Kỳ USS Nimitz vào năm 1978

Nó đi vào Căn cứ Hải quân Hoàng gia Devonport lần cuối cùng vào ngày 4 tháng 12 năm 1978, và được cho ngừng hoạt động vào ngày 14 tháng 2 năm 1979, khi lá cờ biểu trưng của Hải quân Hoàng gia được hạ xuống lần sau cùng. Vào ngày 29 tháng 3 năm 1980, Bộ Quốc phòng công bố nó sẽ được bán để tháo dỡ, kết thúc mọi nỗ lực cố gắng bảo tồn nó. Nó được kéo rời khỏi Devonport vào ngày 22 tháng 9 năm 1980 để đi đến Cairnryan gần Stranraer tại Scotland, đến nơi vào ngày 28 tháng 9. Công việc tháo dỡ kéo dài cho đến năm 1983. Nhiều bộ phận của con tàu được giữ lại như là vật lưu niệm, như một trong các mỏ neo của nó được đặt bên ngoài Bảo tàng Không lực Hải quân Hoàng gia, cùng với chiếc mỏ neo của Eagle, tại Căn cứ Không lực Hải quân Hoàng gia Yeovilton.

## Di sản
Việc tháo dỡ Ark Royal vào năm 1980, hai năm sau khi chiếc tàu sân bay chị em Eagle bị tháo dỡ, đánh dấu sự kết thúc hoạt động của máy bay cánh cố định thông thường trên các tàu sân bay của Hải quân Hoàng gia. Nó đã được trang bị nhiều sáng tạo mới, và chưa được thay thế bởi những tàu sân bay mới trang bị chúng. Có những dự định bảo tồn nó như một tàu bảo tàng, và một số quỹ tư nhân đã bắt đầu được quyên góp; tuy nhiên Bộ Quốc phòng đã không ủng hộ các nỗ lực này. Bảo tàng Không lực Hải quân Hoàng gia sau đó đã mô phỏng đảo cấu trúc thượng tầng và sàn đáp của nó tại sảnh trung tâm như chủ đề triển lãm Kinh nghiệm Tàu sân bay.
Tàu sân bay HMS Hermes thuộc lớp Centaur vẫn còn tiếp tục hoạt động sau đó, nhưng được cải biến thành một tàu sân bay chở máy bay trực thăng biệt kích vào năm 1971 rồi sau đó là một tàu sân bay cất cánh đường băng ngắn (V/STOL). Ba chiếc thuộc lớp Invincible nhỏ hơn nhiều hiện đang phục vụ chỉ có thể mang theo máy bay cất cánh đường băng ngắn/hạ cánh thẳng đứng. Trong tương lai, hai chiếc tàu sân bay thuộc lớp Queen Elizabeth vốn được dự định đưa ra hoạt động vào năm 2020 sẽ có cấu hình máy phóng và dây hãm thông thường, cho dù việc chế tạo chỉ được xúc tiến với một chiếc, còn số phận của chiếc kia vẫn chưa có gì là chắc chắn.

## Văn hóa đại chúng

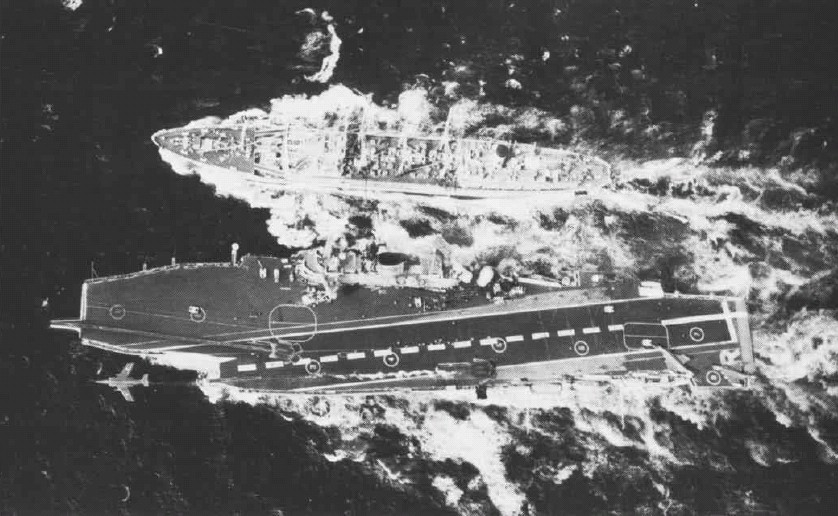
Tàu sân bay Ark Royal nhìn từ không trung, bên cạnh một tàu phụ trợ tiếp liệu, năm 1970

Ark Royal từng xuất hiện trong loạt phim truyền hình Anh Quốc Not Only... But Also trong những năm 1960 có sự xuất hiện của Peter Cook và Dudley Moore. Đến cuối những năm 1970, nó lại xuất hiện trong một loạt phim tài liệu truyền hình do BBC thực hiện, Sailor, trình bày đời sống trên con tàu trong một đợt bố trí hoạt động tại khu vực Tây Đại Tây Dương từ tháng 2 đến tháng 7 năm 1976. Nhạc phim trong chương trình này, ca khúc "Sailing" của Rod Stewart, trở nên một biểu tượng của con tàu và chiếc tàu chiến cùng tên tiếp nối.